# Blepharicera separata
Blepharicera separata är en tvåvingeart som beskrevs av Alexander 1963. Blepharicera separata ingår i släktet Blepharicera och familjen Blephariceridae. Inga underarter finns listade i Catalogue of Life.